# Боинг F4B
Боинг F4B или Боинг P-12 (енгл. Boeing F4B) је амерички морнарички ловац који је производила фирма Боинг (енгл. Boeing). Први лет авиона је извршен 1928. године. 

Највећа брзина у хоризонталном лету је износила 303 km/h. Размах крила је био 9,14 метара а дужина 6,12 метара. Маса празног авиона је износила 1068 килограма а нормална полетна маса 1638 килограма. Био је наоружан са два митраљеза калибра 7,62 mm.

## Наоружање
| Наоружање авиона: Боинг        |      |
| Ватрено (стрељачко) наоружање  |      |
| Топ                            |      |
| Митраљез                       |      |
| Број и ознака митраљеза        | 2    |
| Калибар                        | 7,62 |
| Бомбардерско наоружање (бомбе) |      |
| Ракетно наоружање (ракете)     |      |